# Qwak
Qwak è un videogioco a piattaforme/rompicapo sviluppato da Jamie Woodhouse. Il gioco venne inizialmente presentato per BBC Micro e Acorn Electron nel 1989 come parte della raccolta Acornsoft "Play It Again Sam 10". Una versione migliorata per Amiga venne prodotta nel 1993 da Team17. Recentemente il gioco è stato convertito per Game Boy Advance in un numero limitato di copie e venduto sul solo sito ufficiale.

## Modalità di gioco
Il giocatore controlla un'anatra all'interno di livelli a piattaforme a schermata fissa. L'anatra è armata di uova che può lanciare per colpire i nemici, le uova sono in numero limitato ma ricaricabili. Ha anche un'armatura che le permette di sopportare un colpo prima di perdere una vita.
Il gioco prevede che il giocatore collezioni le chiavi necessarie per aprire le porte per poter accedere al livello successivo. I frutti vengono invece raccolti per ottenere punti.
La versione per Amiga del 1993 aggiunse molte caratteristiche come la modalità a due giocatori e livelli aggiuntivi. In seguito il gioco venne proposto anche per Amiga CD32 insieme con il gioco Alien Breed. La rivista Amiga Computing diede un voto del 92% e un Gamer Gold al gioco.
Jamie Woodhouse ha recentemente terminato lo sviluppo della versione per Game Boy Advance e ha reso disponibile il gioco con un numero di copie limitate (300) tramite il suo sito.
Secondo lo stesso sito una versione per personal computer è in sviluppo.